# Pseudoglomospira
Pseudoglomospira es un género de foraminífero bentónico de la familia Pseudoammodiscidae, de la superfamilia Earlandioidea, del suborden Fusulinina y del orden Fusulinida. Su especie tipo es Pseudoglomospira devonica. Su rango cronoestratigráfico abarca desde el Devónico hasta el Carbonífero.

## Discusión
Algunas clasificaciones más recientes incluyen Pseudoglomospira en la superfamilia Pseudoammodiscoidea, el suborden Archaediscina, del orden Archaediscida, de la subclase Afusulinana y de la clase Fusulinata.

## Clasificación
Pseudoglomospira incluye a las siguientes especies:
- Pseudoglomospira devonica
- Pseudoglomospira gordialiformis
- Pseudoglomospira postserenae
- Pseudoglomospira subquadrata
  - Pseudoglomospira subquadrata evoluta